# Eparchia woroneska
Eparchia woroneska – eparchia Rosyjskiego Kościoła Prawosławnego ze stolicą w Woroneżu. Jej obecnym (2022) zwierzchnikiem jest metropolita Sergiusz (Fomin). Funkcję soboru eparchialnego pełnią równolegle dwie świątynie: sobór Zwiastowania w Woroneżu (wciąż rozbudowywany) oraz sobór Opieki Matki Bożej w Woroneżu.

## Historia
Eparchia woroneska została erygowana w marcu 1682, poprzez wydzielenie części obszaru eparchii riazańskiej oraz eparchii moskiewskiej. Na początku XVIII w. liczyła ok. 210 parafii. W czasie reform Piotra Wielkiego jej terytorium zostało znacząco powiększone. W 1829 jej nazwa została zmieniona na eparchia woroneska i zadońska w odróżnieniu od wydzielonej z niej eparchii dońskiej. 7 maja 2003 została z niej wydzielona eparchia lipiecka. W 2013 zostały z niej wyodrębnione eparchie borisoglebska oraz rossoszańska.

## Biskupi woronescy
- Mitrofan 1682–1703
- Arseniusz (Kostiurin) 1704–1712
- Stefan (Jaworski), locum tenens 1712–1714
- Pachomiusz (Szpakowski) 1714–1723
- Józef 1725–1726
- Lew (Jurłow) 1727–1730
- Joachim (Strukow) 1730–1742
- Beniamin (Sachnowski) 1742–1743
- Teofilakt (Gubanow) 1743–1757
- Cyryl (Laszewiecki) 1758–1761
- Joannicjusz (Pawlucki) 1761–1763
- Tichon (Sokołow) 1763–1767
- Tichon (Jakubowski) 1775
- Tichon (Malinin) 1775–1788
- Innocenty (Polanski) 1788–1794
- Metody (Smirnow) 1795–1799
- Atanazy (Iwanow) 1799
- Arseniusz (Moskwin) 1799–1810
- Antoni (Sokołow) 1810–1816
- Epifaniusz (Kaniwiecki) 1816–1825
- Antoni (Smirnicki) 1826–1846
- Ignacy (Siemienow) 1847–1850
- Parteniusz (Czertkow) 1850–1853
- Józef (Bogosłowski) 1853–1864
- Serafin (Arietinski) 1865–1886
- Beniamin (Smirnow) 1886–1890
- Anastazy (Dobradin) 1890–1913
- Tichon (Nikanorow) 1913–1920
- Tichon (Wasilewski) 1920–1922
- Włodzimierz (Szymkowicz) 1923–1926
- Piotr (Zwieriew) 1926
- Nataniel (Troicki), locum tenens 1927
- Zachariasz (Łobow) 1929–1935
- Piotr (Sokołow) 1935–1936
- Aleksander (Toropow), locum tenens 1936–1937
- Jonasz (Orłow) 1944–1945
- Józef (Oriechow) 1945–1961
- Sergiusz (Pietrow) 1961–1963
- Nikon (Łysenko) 1963–1964
- Włodzimierz (Kotlarow) 1964–1965
- Palladiusz (Kaminski) 1965–1968
- Serafin (Nikitin), locum tenens 1968
- Michał (Czub) 1968–1972
- Platon (Łobankow) 1972–1975
- Juwenaliusz (Tarasow) 1975–1982
- Metody (Niemcow) 1982–2003
- Sergiusz (Fomin) 2003-2024[5]
- Leoncjusz (Kozłow), od 2024[6]

## Podział administracyjny (przed 2013)
Eparchia woroneska podzielona była na dekanaty borysoglebski, borbowski, woroneski centralny, woroneski lewobrzeżny, kaszyrski, liskiński, nowochoperski, ostoroski, pawłowski, ramoński, repiewski, rossoszański, siemiłucki i ertilski. Łącznie na ich terytorium działało 249 parafii (dane z 2011). Oprócz nich w granicach eparchii istniało sześć monasterów:
- Akatowski Monaster św. Aleksego Moskiewskiego (żeński)
- Monaster Przemienienia Pańskiego w Tołszewie (żeński)
- Monaster Zaśnięcia Matki Bożej w Diwnogorju (męski)
- Monaster św. Serafina z Sarowa w Nowym Makarowie (męski)
- Monaster Chrystusa Zbawiciela w Kostomarowie (żeński)
- Monaster Zmartwychwstania Pańskiego w Biełogoriu (męski)